# Vegyes 10 méteres szinkronugrás a 2022-es úszó-Európa-bajnokságon
A 2022-es úszó-Európa-bajnokságon a műugrás vegyes 10 méteres szinkronugrásának döntőjét augusztus 16-án délután rendezték meg a római Foro Italicóban.

## Versenynaptár
Az időpont(ok) helyi idő szerint olvashatóak (UTC +01:00):
| Dátum                     | Időpont | Forduló |
| ------------------------- | ------- | ------- |
| 2022. augusztus 16., kedd | 14:10   | Döntő   |

## Eredmény
| #  | Versenyző                                        | Ország                   | Pontok | Pontok | Pontok | Pontok | Pontok | Pontok |
| #  | Versenyző                                        | Ország                   | F1     | F2     | F3     | F4     | F5     | Össz.  |
| -- | ------------------------------------------------ | ------------------------ | ------ | ------ | ------ | ------ | ------ | ------ |
|    | Kyle Kothari Lois Toulson                        | Egyesült Királyság (GBR) | 46,80  | 47,40  | 69,30  | 67,20  | 70,08  | 300,78 |
|    | Szofija Liszkun Olekszij Szereda                 | Ukrajna (UKR)            | 47,40  | 48,00  | 78,72  | 62,10  | 62,37  | 298,59 |
|    | Sarah Jodoin Di Maria Eduard Timbretti Gugiu     | Olaszország (ITA)        | 43,20  | 41,40  | 68,40  | 69,12  | 68,16  | 290,28 |
| 4. | Lou Noel Guy Massenberg Elena Wassen             | Németország (GER)        | 48,60  | 47,40  | 58,56  | 54,90  | 69,12  | 278,58 |
| 5. | Valeria Antolino Pacheco Carlos Camacho Del Hoyo | Spanyolország (ESP)      | 40,80  | 44,40  | 54,90  | 48,96  | 66,24  | 255,30 |
| 6. | Jade Gillet Gary Hunt                            | Franciaország (FRA)      | 46,20  | 32,40  | 52,92  | 26,10  | 55,08  | 212,70 |